# フロントライン (のみとり)
フロントラインは、犬や猫に寄生するノミ・マダニの駆除薬である。メリアル（ベーリンガーインゲルハイム子会社）が製造し、日本ではベーリンガーインゲルハイム アニマルヘルス ジャパンが輸入、日本全薬工業が販売する。

## 特長
基本的にはノミを24時間以内に駆除、またマダニには48時間以内に駆除できる。
またプラスはノミの卵・幼虫、シラミを駆除できる。
また共通で効果は1カ月近く効く上に、水による影響で効果が弱くなる事は少ない。

## 有効成分
基本的にフィプロニルとプラスはメトプレンの効果がある。

## 注意
使用してから2日以上経過するまでシャンプーをしてはいけない。
使用してから4時間以上経過するまでスキンシップをしてはいけない。
皮膚が弱い場合は使ってはいけない。
うさぎには使用してはいけない。

## 猫のオールインワン
猫専用のフロントラインプラスの改良版が2015年に当時した。それがブロードラインで猫回虫及びフィラリア対策が可能。